# Bosquecillo de Auquisamaña
El Bosquecillo de Auquisamaña es un área protegida del municipio de La Paz, registrada en la norma como Bosquecillo y serranías de Auquisamaña. El área protegida está ubicada en el macrodistrito Sur, entre las cuencas Huañajahuira y Llojeta-Obrajes.
El área cuenta con espacios destinados a campismo, senderismo, yoga, meditación y observación de fauna.

## Especies
El área cuenta con una flora de al menos 30 especies de arbustos y 64 especies de aves y reptiles y varios mamíferos.

### Flora
Entre las especies identificadas se hallan:
- Cactáceas
- Arbustos
- Arbóreas

### Fauna

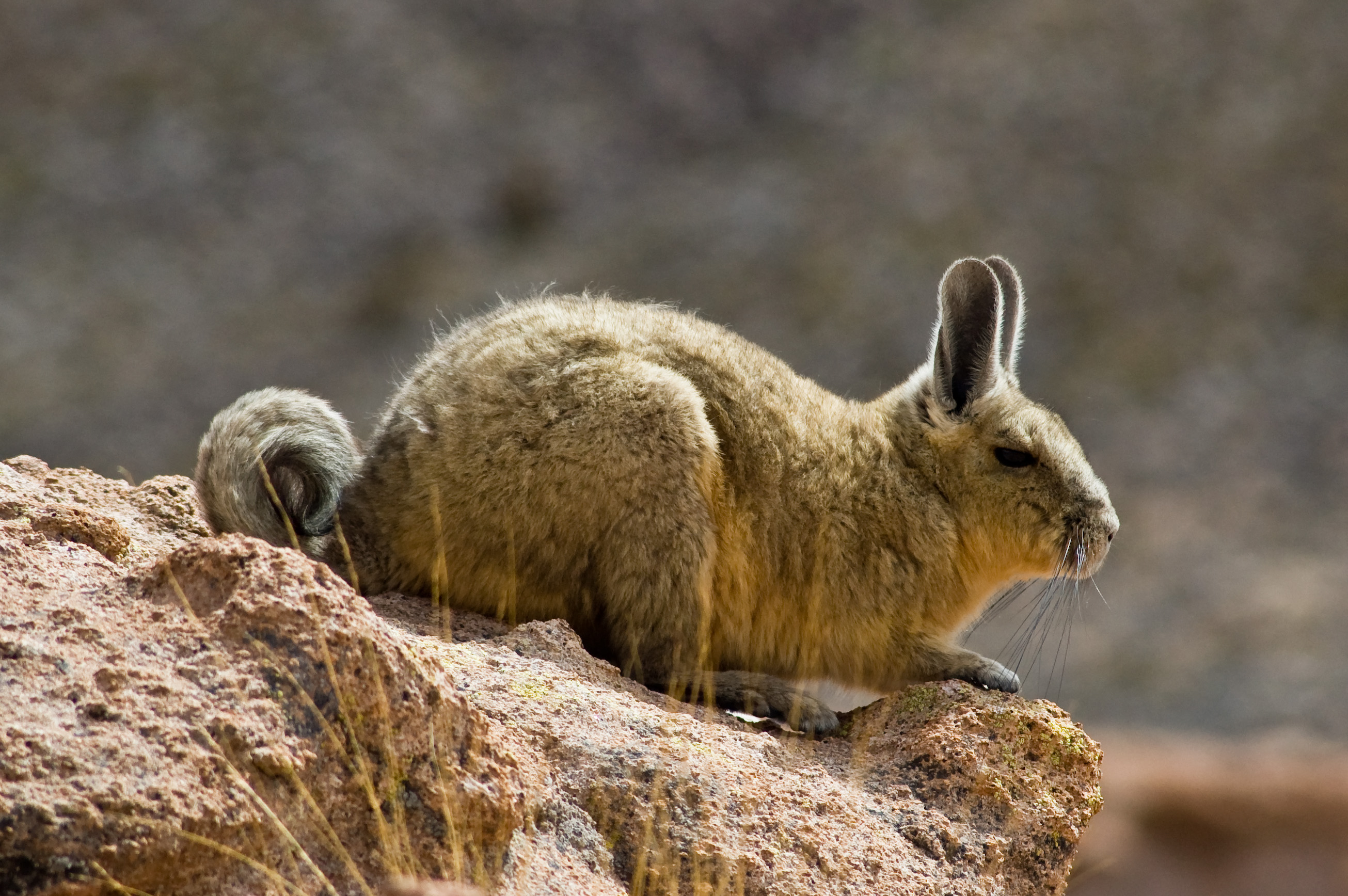
Vizcacha, una de las especies que habitan el bosquecillo.

Entre los mamíferos encontramos:
- Vizcacha
- Zorro andino

## Protección legal

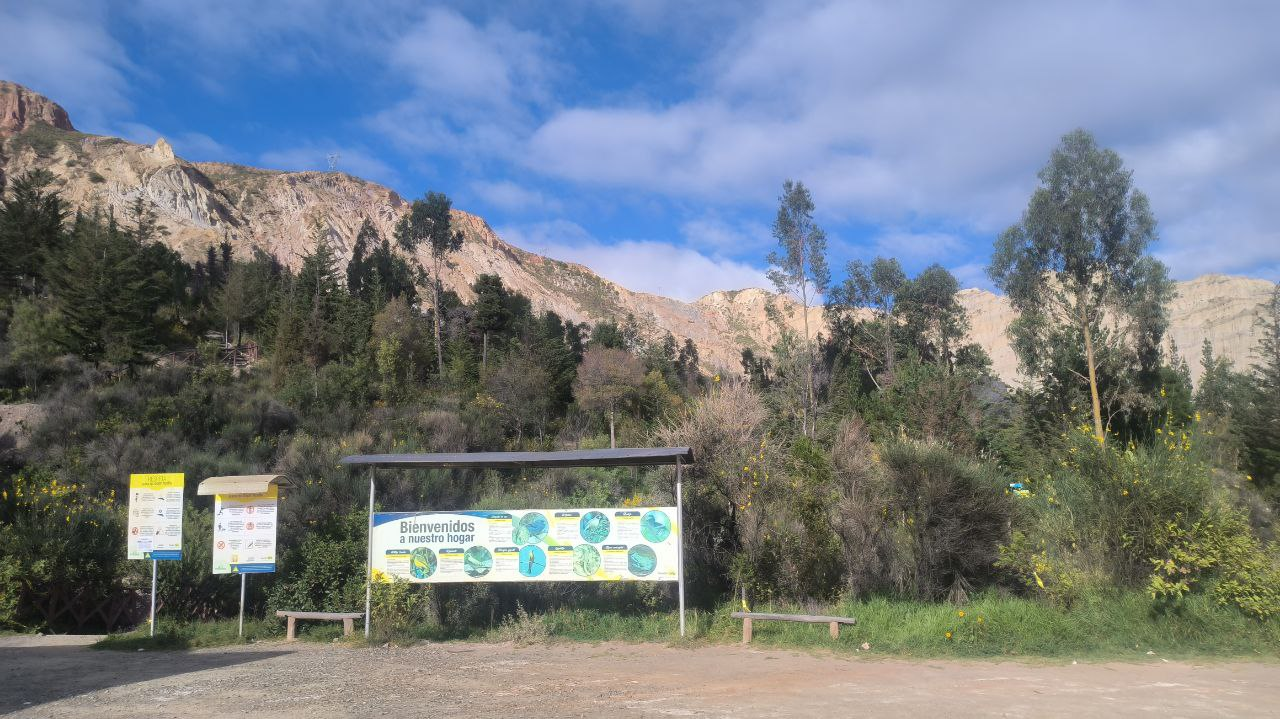

El Bosquecillo de Auquisamaña es un área protegida designada como tal a través de una ordenanza municipal emitida en 2002 y elevada a la categoría de Ley N.º 3137 . En 2006, mediante Ordenanza Municipal N.º 405/2006 se aprobó el plano georreferenciado del área protegida.

## Incidentes

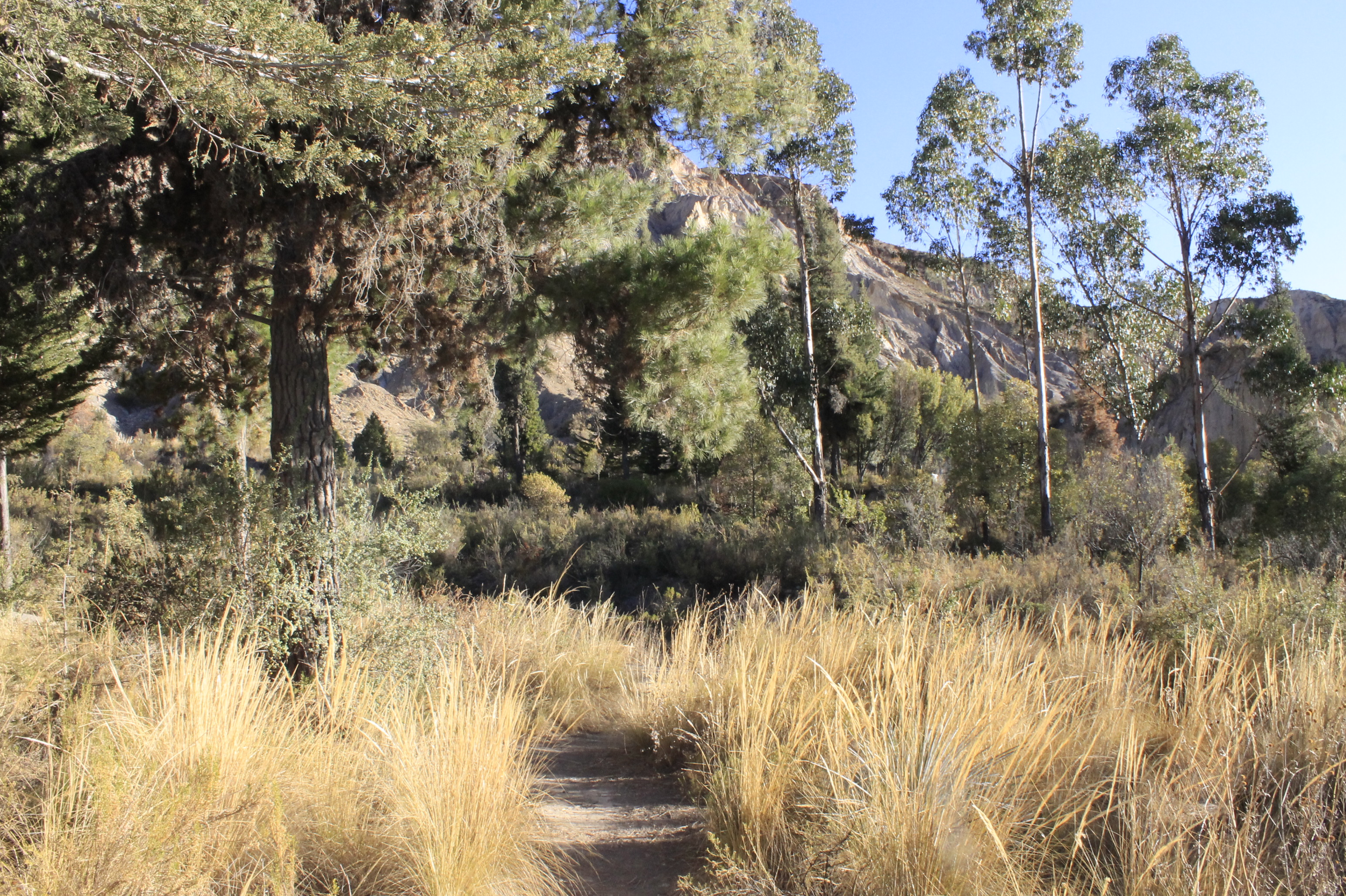

En 2018 se registró un incendio ocasionado por personas en estado de ebriedad.Tras el evento grupos ciudadanos realizaron labores de limpieza y reforestación en agosto y noviembre del mismo año.